# Jacques I. de Chabannes
Jacques I. de Chabannes († 20. Oktober 1453) war ein französischer Adliger und Militär, Seigneur de La Palice, Charlus, Curton, Madic, Montaigu-le-Blin, Rochefort et Châtel-Perron; er war Berater und Kammerherr des Königs, Großmeister von Frankreich von 1451 bis 1453, Seneschall und Marschall des Bourbonnais und von Toulouse, sowie Waffengefährte Jeanne d’Arcs.

## Biographie
Jacques I. de Chabannes ist der Sohn von Robert de Chabannes und Alix de Bort; sein Bruder ist Antoine de Chabannes, der durch seine Ehe Graf von Dammartin wurde.
Er diente anfangs in der Kompanie seines Bruders Étienne, der 1423 in der Schlacht von Cravant getötet wurde. 1425 wurde er zum Kammerherrn des Königs Karl VII. ernannt, dann zu Seneschall des Bourbonnais.
An der Spitze einer Kompanie kämpfte er 1429 bei der Belagerung von Orléans, das von den Engländern besetzt war. Er ist einer der Ritter, die am Einzug Jeanne d’Arcs und Jean de Dunois’ in die Stadt teilnahmen. 1431 zeichnete er sich bei der Einnahme von Corbeil und Vincennes aus, bei letzterem durch das Erklettern des Donjon.
Er marschierte zur Rettung der Stadt Mont-Saint-Vincent und am 26. Juli 1436 zu der von Saint-Denis. 1436 und 1437 war er Gouverneur der Burg Corbeil und von Bois de Vincennes, 1438 von Brie-Comte-Robert. 1437 kommandierte er 120 Fußsoldaten (hommes d’armes) und 240 Bogen- und Armbrustschützen (hommes de traits) unter dem Connétable de Richemont bei der Einnahme von Montereau. Am 2. Februar 1438 erhielt er das Amt des Seneschalls von Toulouse, wobei er das Amt im Bourbonnais formell niederlegte, es tatsächlich aber weiterhin ausübte.
Im Jahr 1440 beging er den Fehler, sich dem Herzog von Bourbon und dem Dauphin (der spätere König Ludwig XI.) bei der Praguerie anzuschließen, der Rebellion gegen den König. Im Juli war ihr Aufstand gescheitert, sie unterwarfen sich und wurden begnadigt. Am 2. August 1440 ernannte ihn Herzog zum Kapitän und Kastellan von Chantelle.
1449 nahm er am Einzug Karls VII. in Rouen teil, 1450 an den Belagerungen von Valognes und Caen. Am 18. März 1450 verkaufte der Herzog von Bourbon ihm Stadt und Kastellanei Lapalisse für 3000 Écu. 1451 nahm er an der Eroberung Guyennes teil, bei der der König ihm Burg und Herrschaft Curton (Gironde) mit allen davon abhängigen Immobilien gab, die sich in Libourne, Rions, Bordeaux, Médoc, Saint-Émilion etc. befanden und von Louis II. de Beaumont-Bressuire beschlagnahmt worden waren, dem Connétable des Königreichs Navarra, der sich den Engländern angeschlossen hatte. Er erreichte die Übergabe von Blaye und Bourg, zu deren Gouverneur er ernannt wurde, sowie die Kapitulation der Burg Fronsac. Beim Einzug Jean de Dunois in Bordeaux am 25. Juni 1451 kommandierte er 1500 Lanzen, und befand sich mit ihm und Gaston IV. von Foix bei der Belagerung von Bayonne.
Am 18. Juli 1453 war er bei der Belagerung und Eroberung von Castillon; dabei wurde er verwundet und starb zwei Tage später in seiner Burg Curton.

## Ehen und Nachkommen
Jacques I. de Chabannes heiratete in erster Ehe Anne de Launay, Dame de Fontenilles, die während der Schwangerschaft mit ihrem ersten aus einem Fenster stürzte und an den Verletzungen starb. Am 4. Oktober 1432 heiratete er in zweiter Ehe Anne de Lavieu de Feugerolles, Dame de Cournon, Pérignat, Essandre, Lonzoux, Disbois, Desrelhac etc.; mit ihr hatte er drei Kinder:
- Geoffroy de Chabannes, Chevalier, Seigneur de Charlus-Chabannes (früher Charlus-le-Pailloux), der Burg La Palisse, Montaigu-le-Blin, Chezelle(s) und Dompierre, Berater und Kammerherr des Königs, Senechal von Rouergue, Vater von Jacques II. de Chabannes; ⚭ 1462 Charlotte de Prie, Tochter von Antoine de Prie, Seigneur de Busançois
- Gilbert de Chabannes, Seigneur de Curton, einer der ersten Ritter im Ordre de Saint-Michel (Patentbrief vom 1. August 1469)[3]; ⚭ (I) 26. November 1469 Françoise Tochter von Bertrand VI. de La Tour, Comte d’Auvergne (Haus La Tour d’Auvergne); ⚭ (II) 28. August 1484 Catherine La Pieuse, Tochter von Jean VIII. de Bourbon, comte de Vendôme (Bourbonen).
- Agnès de Chabannes; ⚭ Jean de Balsac, Seigneur d’Entragues (Haus Balzac)

### Weblink
- Charles Cawley, Medieval Lands, Auvergne, Seigneurs de Chabannes (online abgerufen am 29. Juni 2019)